# Alóbico
Alóbico (Allobicus) fue un militar romano que sirvió bajo el gobierno de  Honorio. Es conocido por la sospecha de haber conspirado contra Honorio en favor del usurpador Constantino de Britania.

## Biografía
Por su nombre se estima que era de origen germánico. Parece ser que, en el año 405, ocupaba un cargo de comes aunque no hay información sobre el destino que tenía.
En agosto del 408 el eunuco Olimpio conspiró con éxito y consiguió la caída y ejecución de Estilicón. Tras convertirse en la persona dominante en la corte de Honorio, elevó al comes domesticorum equitum Vigilancio al puesto de magister equitum. Alóbico fue, entonces, promocionado para ocupar el cargo que había dejado libre Vigilancio. Su capacidad militar tuvo que ser muy limitada ya que Zósimo dijo de él y de los oficiales nombrados por Olimpio que solo eran «aptos para suscitar desprecio en el enemigo». En efecto, no fueron capaces de organizar una mínima defensa frente a la segunda invasión de Italia por los visigodos y estos pudieron actuar sin resistencia dentro de la península italiana.
Los fracasos en la respuesta de Olimpio frente a Alarico llevaron a su destitución en febrero del 409. Jovio, el prefecto del pretorio para Italia se convirtió, entonces, en la figura dominante de la corte. Alóbico se unió a él y juntos instigaron un motín en Rávena que llevó a la destitución de los generales nombrados por Olimpio: Turpilio (infantería) y Vigilancio (caballería). Ambos fueron condenados al destierro y asesinados durante el viaje. Alóbico fue promocionado, entonces, para sustituir a Vigilancio al frente de la caballería imperial.
El desarrollo de la guerra empeoró para Honorio a finales de 409 ya que los visigodos consiguieron elevar a un usurpador Prisco Átalo con apoyo del senado y la población de Roma. A la vista de la situación, Alóbico promovió disturbios entre la tropa y entró en contacto con Constantino de Britania —quien controlaba la Galia— para que este entrase en Italia y depusiese a Honorio. Eusebio, el chambelán de la corte, desconfió de la actitud de Alóbico y lo acusó de traición. Este maniobró bien y consiguió que aquel fuese asesinado. Con todo, no finalizaron las sospechas sobre Alóbico y también fue, finalmente, ejecutado poco después.
Tras su muerte, su cargo fue asumido por el magister peditum (comandante de la infantería) Valente quien ejerció de magister utriusque militae (comandante de todo el ejército) hasta su deserción en el 410. No sería hasta el ascenso en el 411 de Flavio Constancio cuando se designó a un nuevo magister equitum en la persona de Ulfilas.